# ビジネスクリエイター
ビジネスクリエイターは、自分でビジネスを企画し、自分で販売戦略を構築し、各種マーケティング技法を駆使して、０からビジネスを生み出すビジネスマンのこと。
販売する商品の分類
- 情報
- 物品
- サービス

ビジネスクリエイターの分類
- オン・ビジネスクリエイター：インターネットビジネス専門のビジネスクリエイター
- オフ・ビジネスクリエイター：オフライン専門のビジネスクリエイター

オン・ビジネスクリエイターの分類
- ライター系

DRMのかなめであるセールスレターを書くビジネスクリエイター
アフリエイター・ブロガー・フォーラム主催に多い。
- デザイン系

ウェブサイトの装飾を担当する絵書きビジネスクリエイター
サイトを量産するソフトやDRMに特化した専用ソフトを開発している職人たちも含む。
- ウェブ系

マーケティングを効率よく行うための自動化プログラムを独自で開発し、
自らアフリエイト販売を実践しているビジネスクリエイター
空間系
世界観そのものを商品と位置付けてキャッシュポイント化する。